# Scaldasole
Scaldasole – miejscowość i gmina we Włoszech, w regionie Lombardia, w prowincji Pawia.
Według danych na rok 2004 gminę zamieszkiwało 885 osób, 80,5 os./km².